# Formel von Besge
Die Formel von Besge (englisch Besge's formula) ist eine mathematische Formel, die dem Gebiet der Zahlentheorie zuzurechnen ist. Sie geht auf einen Brief eines Monsieur Besge aus dem Jahre 1862 zurück, in dem Besge den Mathematiker Joseph Liouville von dieser Formel in Kenntnis setzte. Die Formel behandelt endliche diskrete Faltungen der Teilersummenfunktion {\displaystyle \sigma \colon \mathbb {N} \to \mathbb {N} } mit sich selbst.

## Darstellung der Formel
Die Formel besagt folgendes:
Für jede natürliche Zahl {\displaystyle n>0} gilt die Gleichung
{\displaystyle \sum _{k=1}^{n-1}{\bigl (}\sigma (k)\cdot \sigma (n-k){\bigr )}={\frac {5{\sigma }_{3}(n)}{12}}+\left({\frac {1}{12}}-{\frac {n}{2}}\right)\cdot \sigma (n)\,}.

## Folgerung: Der Satz von Glaisher
Aus der Formel von Besge ergibt sich eine bekannte Reihenentwicklung, die dem englischen Mathematiker James Whitbread Lee Glaisher zugerechnet wird:
Für jede komplexe Zahl {\displaystyle q} mit {\displaystyle |q|<1} gilt die Gleichung
{\displaystyle \left(\sum _{n=1}^{\infty }{{\sigma (n)}\cdot q^{n}}\right)^{2}=\sum _{n=1}^{\infty }{\left({\frac {5{\sigma }_{3}(n)}{12}}+{\frac {\sigma (n)}{12}}-{\frac {n\sigma (n)}{2}}\right)\cdot q^{n}}\,}.

## Hintergrund: Eine allgemeine Formel von Liouville
Die obige Besge'sche Formel beruht auf einer allgemeinen Formel von Liouville aus dem Jahre 1858:
Gegeben seien eine natürliche Zahl {\displaystyle n>0} und eine gerade Funktion {\displaystyle f\colon \mathbb {Z} \to \mathbb {C} \,}.

Dann gilt die Gleichung
{\displaystyle \sum \limits _{\left(a,b,x,y\right)\in {\mathbb {N} }^{4}\;{\text{und}} \atop \;\ {ax+by=n}}\left(f(a-b)-f(a+b)\right)=f(0)\cdot \left(\sigma (n)-d(n)\right)+\sum \limits _{d\in \mathbb {N} \;{\text{und}} \atop \;\ d|n}\left({\bigl (}1+{\frac {2n}{d}}-d{\bigr )}\cdot f(d)\right)-2\cdot \sum \limits _{d\in \mathbb {N} \;{\text{und}} \atop \;\ d|n}\left(\sum _{k=1}^{d}{f(k)}\right)\,}.

## Historisches
Um wen es sich bei besagtem Monsieur Besge konkret handelt, ist nicht vollständig geklärt. Nicht zuletzt gibt es die auf den Mathematikhistoriker Jesper Lützen zurückgehende Vermutung, dass „Besge“ ein Pseudonym von Liouville selbst ist.